# Into the Mouth of Badd(d)ness
Into the Mouth of Badd(d)ness è l'album di debutto del gruppo musicale di genere heavy metal/reggae dei Brown Brigade, pubblicato ufficialmente dall'etichetta discografica Aquarius Records il 18 settembre 2007.
Tutti i brani sono stati scritti da Dave Baksh e Vaughn Lal, ad eccezione di Hallowed Be Thy Name, cover degli Iron Maiden composta da Steve Harris.
La band è stata fondata da Dave "Brownsound" Bakash, dopo aver lasciato il gruppo punk rock dei Sum 41.

## Tracce
1. E2 The F (Homeboy) - 1:42
2. Purebread - 4:16
3. Blame the Wizards - 1:46
4. Aggravation Plantation - 3:47
5. Blues Warrior - 1:43
6. Fear of a Brown Planet - 3:10
7. Hallowed Be Thy Name (cover degli Iron Maiden) - 7:17
8. Down With Brown - 3:37
9. WD-80 - 3:35
10. In the Mouth of Badd(d)ness - 4:55
11. Make Way Fe de Yout! Dem - 2:45
12. Last Writes (Thusfarvolume1) - 5:27
13. Relaxation Plantation (Superboppafreakwalizer) - 4:03